# UCI Amèrica Tour 2013-2014
L'UCI Amèrica Tour 2013-2014 és la desena edició de l'UCI Amèrica Tour, un dels cinc circuits continentals de ciclisme de la Unió Ciclista Internacional. Està format per trenta-una proves, organitzades entre el 6 d'octubre de 2013 i el 25 de desembre de 2014 a Amèrica.

## Evolució del calendari

### Octubre de 2013
| Data | Cursa                  | País              | Cat. | Vencedor             | Equip      |
| ---- | ---------------------- | ----------------- | ---- | -------------------- | ---------- |
| 6    | Tobago Cycling Classic | Trinitat i Tobago | 1.2  | Jaime Ramírez Bernal | Equip mixt |

### Novembre de 2013
| Data | Cursa           | País    | Cat. | Vencedor                  | Equip             |
| ---- | --------------- | ------- | ---- | ------------------------- | ----------------- |
| 1-10 | Volta a Bolívia | Bolívia | 2.2  | Salvador Moreno Hernández | Coldeportes-Claro |

### Desembre de 2013
| Data  | Cursa              | País       | Cat. | Vencedor          | Equip     |
| ----- | ------------------ | ---------- | ---- | ----------------- | --------- |
| 18-29 | Volta a Costa Rica | Costa Rica | 2.2  | Juan Carlos Rojas | JPS-Giant |

### Gener de 2014
| Data  | Cursa            | País      | Cat. | Vencedor       | Equip               |
| ----- | ---------------- | --------- | ---- | -------------- | ------------------- |
| 10-19 | Volta al Táchira | Veneçuela | 2.1  | Jimmy Briceño  | Lotería del Táchira |
| 20-26 | Tour de San Luis | Argentina | 2.1  | Nairo Quintana | Movistar Team       |

### Febrer de 2014
| Data  | Cursa                                        | País                 | Cat. | Vencedor      | Equip                  |
| ----- | -------------------------------------------- | -------------------- | ---- | ------------- | ---------------------- |
| 14-21 | Tour de Brasil-Volta de l'Estat de São Paulo | Brasil               | 2.2  | Magno Nazaret | Funvic Brasilinvest    |
| 20-27 | Volta a la Independència Nacional            | República Dominicana | 2.2  | Edwin Sánchez | Formesán-Bogotá Humana |

### Març de 2014
| Data | Cursa         | País  | Cat. | Vencedor            | Equip         |
| ---- | ------------- | ----- | ---- | ------------------- | ------------- |
| 5-9  | Volta a Mèxic | Mèxic | 2.2  | Juan Pablo Villegas | 4-72 Colombia |

### Abril de 2014
| Data  | Cursa                         | País         | Cat. | Vencedor            | Equip                          |
| ----- | ----------------------------- | ------------ | ---- | ------------------- | ------------------------------ |
| 9-13  | Volta a Rio Grande do Sul     | Brasil       | 2.2  | José Luis Rodríguez | Clos de Pirque                 |
| 18    | Winston Salem Cycling Classic | Estats Units | 1.2  | Travis McCabe       | Smartstop                      |
| 23-27 | Volta del Paranà              | Brasil       | 2.2  | Carlos Manarelli    | Funvic Brasilinvest            |
| 30-4  | Tour de Gila                  | Estats Units | 2.2  | Carter Jones        | Optum-Kelly Benefit Strategies |

### Maig de 2014
| Data  | Cursa                                                        | País         | Cat. | Vencedor          | Equip                       |
| ----- | ------------------------------------------------------------ | ------------ | ---- | ----------------- | --------------------------- |
| 8     | Campionats Panamericans de ciclisme en contrarellotge sub-23 | Mèxic        | CC   | Rodrigo Contreras | Equip nacional de Colòmbia  |
| 8     | Campionats Panamericans de ciclisme en contrarellotge        | Mèxic        | CC   | Pedro Herrera     | Equip nacional de Colòmbia  |
| 10    | Campionats Panamericans de ciclisme en cursa en línia sub-23 | Mèxic        | CC   | Fernando Gaviria  | Equip nacional de Colòmbia  |
| 11    | Campionats Panamericans de ciclisme en cursa en línia        | Mèxic        | CC   | Byron Guamá       | Equip nacional de l'Equador |
| 11-18 | Volta a Califòrnia                                           | Estats Units | 2.HC | Bradley Wiggins   | Team Sky                    |

### Juny de 2014
| Data  | Cursa                                | País         | Cat. | Vencedor     | Equip               |
| ----- | ------------------------------------ | ------------ | ---- | ------------ | ------------------- |
| 1     | Philadelphia Cycling Classic         | Estats Units | 1.1  | Kiel Reijnen | Unitedhealthcare    |
| 6-8   | Copa de les Nacions Vila de Saguenay | Canadà       | 2.2  | Jure Kocjan  | Smartstop           |
| 10-15 | Tour de Beauce                       | Canadà       | 2.2  | Toms Skujiņš | Hincapie Sportswear |

### Juliol de 2014
| Data | Cursa             | País      | Cat. | Vencedor         | Equip                          |
| ---- | ----------------- | --------- | ---- | ---------------- | ------------------------------ |
| 4-13 | Volta a Veneçuela | Veneçuela | 2.2  | Jonathan Salinas | Kino Táchira                   |
| 6    | Tour de Delta     | Canadà    | 1.2  | Jesse Anthony    | Optum-Kelly Benefit Strategies |

### Agost de 2014
| Data  | Cursa                     | País         | Cat. | Vencedor           | Equip                      |
| ----- | ------------------------- | ------------ | ---- | ------------------ | -------------------------- |
| 1-10  | Tour de Guadalupe         | França       | 2.1  | John Nava          | Lotería del Táchira        |
| 4-10  | Tour de Utah              | Estats Units | 2.1  | Tom Danielson      | Garmin-Sharp               |
| 6-17  | Volta a Colòmbia          | Colòmbia     | 2.2  | Óscar Sevilla      | EPM-UNE-Área Metropolitana |
| 13-17 | Volta al sud de Bolívia   | Bolívia      | 2.2  | Juan Cotumba       | Pollito Rico               |
| 18-24 | USA Pro Cycling Challenge | Estats Units | 2.HC | Tejay van Garderen | BMC Racing                 |
| 26-31 | Tour de Rio               | Brasil       | 2.2  | Óscar Sevilla      | EPM-UNE-Área Metropolitana |

### Setembre de 2014
| Data | Cursa                | País         | Cat. | Vencedor     | Equip           |
| ---- | -------------------- | ------------ | ---- | ------------ | --------------- |
| 2-7  | Tour d'Alberta       | Canadà       | 2.1  | Daryl Impey  | Orica-GreenEDGE |
| 13   | Bucks County Classic | Estats Units | 1.2  | Zachary Bell | Smartstop       |

### Octubre de 2014
| Data | Cursa                  | País              | Cat. | Vencedor     | Equip              |
| ---- | ---------------------- | ----------------- | ---- | ------------ | ------------------ |
| 5    | Tobago Cycling Classic | Trinitat i Tobago | 1.2  | Óscar Pachón | Team Coco’s        |
| 25-1 | Volta a Guatemala      | Guatemala         | 2.2  | Alex Caño    | Orgullo Antioqueño |

### Desembre de 2014
| Data  | Cursa              | País       | Cat. | Vencedor          | Equip                |
| ----- | ------------------ | ---------- | ---- | ----------------- | -------------------- |
| 14-25 | Volta a Costa Rica | Costa Rica | 2.2  | Juan Carlos Rojas | Frijoles Tierniticos |

### Proves anul·lades
| Data       | Prova                          | País         | Cat. | Causa                      |
| ---------- | ------------------------------ | ------------ | ---- | -------------------------- |
| 15-19 març | Giro a l'Interior de São Paulo | Brasil       | 2.2  | Passa a categoria inferior |
| 1-3 agost  | Tour d'Elk Grove               | Estats Units | 2.1  |                            |
| 7 setembre | Copa Amèrica de ciclisme       | Brasil       | 1.2  |                            |

## Classificacions
- Font: UCI America Tour

| #   | Ciclista                | Equip                           | Punts  |
| 1.  | Juan Carlos Rojas (CRC) | -                               | 240    |
| 2.  | Óscar Sevilla (ESP)     | -                               | 205,6  |
| 3.  | Jure Kocjan (SLO)       | Smartstop                       | 191    |
| 4.  | Kiel Reijnen (USA)      | Unitedhealthcare                | 158    |
| 5.  | Byron Guamá (ECU)       | Ecuador                         | 145    |
| 6.  | Serghei Tvetcov (ROU)   | Jelly Belly-Maxxis              | 137    |
| 7.  | Joey Rosskopf (USA)     | Hincapie Sportswear Development | 127    |
| 8.  | Yonathan Salinas (VEN)  | -                               | 123,67 |
| 9.  | Carlos Gálviz (VEN)     | Androni Giocattoli-Venezuela    | 116    |
| 10. | Rob Britton (CAN)       | Smartstop                       | 96     |

| #   | Equip                                   | País         | Punts  |
| 1.  | Smartstop                               | Estats Units | 532    |
| 2.  | Optum-Kelly Benefit Strategies          | Estats Units | 375    |
| 3.  | Funvic Brasilinvest-São José dos Campos | Brasil       | 351    |
| 4.  | Hincapie Sportswear Development         | Estats Units | 337    |
| 5.  | Ecuador                                 | Equador      | 256    |
| 6.  | Unitedhealthcare                        | Estats Units | 239    |
| 7.  | San Luis Somos Todos                    | Argentina    | 230,35 |
| 8.  | Jamis-Hagens Berman                     | Estats Units | 187    |
| 9.  | Jelly Belly-Maxxis                      | Estats Units | 184    |
| 10. | Clube DataRo-Bottecchia                 | Brasil       | 148    |

| #   | País         | Punts  |
| 1.  | Estats Units | 754    |
| 2.  | Colòmbia     | 717,27 |
| 3.  | Veneçuela    | 713,34 |
| 4.  | Costa Rica   | 592    |
| 5.  | Brasil       | 545    |
| 6.  | Canadà       | 463    |
| 7.  | Argentina    | 404,01 |
| 8.  | Equador      | 351    |
| 9.  | Bolívia      | 242    |
| 10. | Cuba         | 203    |

| #   | País         | Punts  |
| 1.  | Colòmbia     | 415,67 |
| 2.  | Costa Rica   | 134    |
| 3.  | Estats Units | 114    |
| 4.  | Guatemala    | 95     |
| 5.  | Xile         | 59     |
| 6.  | Mèxic        | 58     |
| 7.  | Veneçuela    | 50     |
| 8.  | Brasil       | 45     |
| 9.  | Jamaica      | 36     |
| 10. | Equador      | 30     |
| 10. | Puerto Rico  | 30     |